# Battle Royale II: Requiem
Battle Royale II: Requiem (バトル・ロワイアルII 鎮魂歌, Batoru Rowaiaru Tsū Rekuiemu) és una pel·lícula de ficció distòpica d’acció japonesa del 2003 i dirigida per Kinji Fukasaku i Kenta Fukasaku, que van coescriure el guió amb Norio Kida. És la seqüela de la pel·lícula de 2000 Battle Royale, que al seu torn es basava en la novel·la de 1999 del mateix nom de Koushun Takami. A diferència de la primera pel·lícula, Requiem és una història original. Està ambientat tres anys després dels esdeveniments de la pel·lícula anterior i segueix a Shuya Nanahara, que ara s'ha convertit en un terrorista internacional amb la intenció de fer caure el govern totalitari japonès. Com a resultat, una altra classe d'alumnes de novè és segrestada i enviada per eliminar a Nanahara en un període limitat de 72 hores.
El director Kinji Fukasaku, que va dirigir la primera pel·lícula, va començar la producció però va morir de càncer de pròstata el 12 de gener de 2003, després de rodar només una escena amb Beat Takeshi. El seu fill Kenta Fukasaku, que va escriure el guió d'ambdues pel·lícules, la va completar en el seu debut com a director i la va dedicar al seu pare.
Battle Royale II: Requiem es va estrenar al Japó el juliol de 2003, per Toei. En fort contrast amb la seva predecessora, va obtenir ressenyes negatives dels crítics i va recaptar 14,9 milions de dòlars amb un pressupost de 9 milions de dòlars, menys de la meitat del que va recaptar la pel·lícula anterior amb el doble del pressupost. El 2009, es va estrenar en DVD una versió ampliada, titulada Revenge, que dura 20 minuts més que el tall de les sales. Incloïa acció addicional, efectes millorats, càmera lenta plans, nova partitura en diverses escenes i una història ampliada.

## Argument
Tres anys després dels esdeveniments de la primera pel·lícula, els supervivents de Battles Royale anteriors han format un grup rebel anomenat Set Salvatges, liderat per Shuya Nanahara. Una classe d'alumnes de novè grau, composta per "una col·lecció desordenada de delinqüents i perdedors", són enganyats perquè facin una "excursió de camp" i després segrestats pel govern autoritari del Japó. Molts d'aquests estudiants són orfes els pares o la família dels quals van morir en els bombardejos dels Set Salvatges. Després que l'autobús escolar s'entretingui a una base de l'exèrcit, els estudiants són enfilats a una gàbia, envoltats de guàrdies armats i s'enfronten al seu mestre d'escola, Riki Takeuchi, que estableix les regles bàsiques del nou joc Battle Royale.
En lloc de ser obligats a matar-se els uns als altres, com a l'antiga Battle Royale, els estudiants reben l'ordre d'atacar l'amagatall de l'illa dels Set Salvatges "en massa" i matar en Shuya en 72 hores. La majoria dels estudiants no estan interessats a ser obligats a venjar les seves famílies, però es veuen obligats a lluitar amb collars metàl·lics explosius, que els seus captors poden detonar amb un control remot. Els estudiants es posen en "parells"; si un estudiant mor, la seva parella serà assassinada mitjançant la detonació del collar. Takeuchi els ensenya una línia a l'aula engabiada: els que vulguin participar reben instruccions de creuar la línia, mentre que els que es neguen a participar s'enfrontaran a les conseqüències. Tots els alumnes menys un accepten participar. L'estudiant que no hi va estar d'acord va rebre un tret a la cama i el va matar el professor. Aleshores, la seva parella és assassinada per la detonació del seu coll.
Els estudiants són enviats a través de vaixells a la base de l'illa dels Set Salvatges. Alguns d'ells moren quan els bombardegen, els disparan o els detonen els colls durant el viatge, deixant només un viu. Dos dels supervivents són un delinqüent, Takuma Aoi; i Shiori Kitano, la filla del "professor" d'un programa Battle Royale que va ser assassinat per Shuya tres anys abans. Portats a la base del Set Salvatges, els collarets explosius dels estudiants supervivents són retirats i se'ls anima a ajudar els Set Salvatges a acabar definitivament amb el Battle Royale. Tot i que la majoria dels supervivents estan d'acord, en Takuma i en Shiori no estan convençuts.
El Dia de Nadal, Shuya envia un missatge de vídeo al món indicant el seu objectiu de viure lliure. En resposta al vídeo, els Estats Units llança un míssil contra l'illa, interrompent els estudiants i els Set Salvatges. Sota la pressió del govern dels Estats Units, el primer ministre japonès pren el comandament de l'exèrcit present a la seu de Battle Royale i ordena un atac a la base dels Set Salvatges, sense permetre supervivents, si fracassen, els EUA bombardejaran l'illa. Takeuchi s'enfada pel canvi d'accions i es descobreix que té el mateix tipus de collar al coll que els estudiants.
Els supervivents de la base (inclosos els estudiants supervivents, excepte Shiori) es retira a terra ferma a través d'un pou de mina mentre es produeix la guerra entre els Set Salvatges i l'exèrcit. En sentir els trets fora del túnel, en Takuma i dos dels seus amics tornen per ajudar en la lluita. El combat provoca nombroses baixes per ambdós bàndols, deixant a Shuya, Takuma i Shiori com els únics combatents que queden. Mentre intenten evacuar, apareix Takeuchi i, després d'un breu intercanvi personal, permet que el grup fugi mentre ell se sacrifica.
Fora de la base dels Set Salvatges, el combat torna a començar i Shiori és ferit mortalment per trets. Abans de morir als braços de Shuya, es revela com la filla de Kitano i sembla que el perdona pels seus crims passats. Shuya i Takuma corren per matar la resta dels soldats mentre comença el bombardeig dels Estats Units. Aleshores, el programa acaba amb un estat nul, enumerant la destinació de Shuya i els estudiants supervivents com a desconeguts. Tres mesos després, Shuya i Takuma es van unir als altres supervivents, inclosa Noriko Nakagawa, a l'Afganistan. S'han agrupat com a amics, i encara no se sap què els espera.

## Repartiment
- Tatsuya Fujiwara com a Shuya Nanahara
- Ai Maeda com a Shiori Kitano
- Shugo Oshinari com a Takuma Aoi
- Ayana Sakai com a Nao Asakura
- Haruka Suenaga com a Haruka Kuze
- Yuma Ishigaki com a Mitsugu Sakai
- Miyuki Kanbe com a Kyoko Kakei
- Nana Yanagisawa com a Mayu Hasuda
- Masaya Kikawada com a Shintaro Makimura
- Yōko Maki com a Maki Souda
- Yuki Ito com a Ryo Kurosawa
- Natsuki Kato com a Saki Sakurai
- Aki Maeda com a Noriko Nakagawa
- Riki Takeuchi com a Riki Takeuchi
- Sonny Chiba com a Makio Mimura (l'oncle revolucionari de Shinji)
- Ai Iwamura com a Mai
- Mika Kikuchi com Ayane Yagi
- Beat Takeshi Kitano com a Kitano
- Yoshiko Mita com la mare de Takuma
- Nanami Ohta com a Hitoe Takeuchi
- Takeru Shibaki com a Shugo Urabe
- Toshiyuki Toyonaga com a Shota Hikasa
- Masahiko Tsugawa com a primer ministre

## Producció
Kenta Fukasaku va dir: "Mai ens hem proposat fer Harry Potter". Explica que volia que els membres del públic reflexionessin sobre "els grans problemes" i vegin el món des del punt de vista d'un terrorista. Fukasaku va afegir que la pel·lícula, contra "la nova Matrix" i Terminator III, havia de "proporcionar una cosa que Hollywood no pot". Fukasaku pretenia oferir una alternativa al que la revista Ilya Garger de la revista Time descriu com "la certesa moral de la cultura americana", tal com es veu a les pel·lícules estatunidenques i la seva política exterior.
Kenta Fukasaku va dir que considerava la seva tasca com acabar la pel·lícula del seu pare difunt en lloc de dirigir la seva primera creació; el fill acredita la pel·lícula com a del seu pare. Kenta Fukasaku desitjava molta controvèrsia i indignació per a la seqüela, i va afegir que "com més fortament reacciona la gent, millor."). La pel·lícula es va rodar principalment a l'illa d'Hashima ("Battleship Island").

## Recepció
Requiem va rebre crítiques generalment negatives dels crítics de cinema. La pel·lícula va rebre una valoració del 30% a Rotten Tomatoes basada en 10 ressenyes, i una valoració mitjana de 5,4/10. Molts dels crítics van criticar la pel·lícula per ser inferior a l'original, per tenir una trama artificial i confusa, els seus sentiments controvertits i provocadors i, en general, una mala interpretació.
Ilya Garger de Time va dir que tot i que la pel·lícula té més "bales, bombes i morts dramàtiques en el camp de batalla" que la seva predecessora, la seqüela no té el suspes de "qui i com morirà el següent". Garger va descriure els personatges de Battle Royale II com "una raça més senzilla" que uneixen forces per derrotar els adults. Una de les poques crítiques positives va ser de Jamie Russell de BBC que va afirmar que la pel·lícula "s'escapa amb la força del seu comentari polític sorprenentment subversiu", amb "els seus sentiments antiamericans a la màniga". Tot i criticar-lo per ser "tortorosament llarg, rotundament maldestre i ple d'un sentit inflat de la seva pròpia importància", va concloure que "la seva decisió de convertir els seus herois com a terroristes adolescents a l'estil d'Al Qaeda lluitant contra uns Estats Units feixísticament adults és sorprenentment atrevit."

## Música
La banda sonora de la seqüela té més treballs originals de Masamichi Amano i menys peces clàssiques. Un d'ells, Farewell to the Piano, és interpretat per la mateixa Shiori Kitano durant la pel·lícula.
La cançó dels crèdits inicials és "Dies Irae", extreta del Rèquiem de Verdi.
La cançó del títol final és de la banda de punk japonesa Stance Punks. La cançó "Mayonaka Shounen Totsugeki Dan" apareix al seu primer àlbum de llarga durada i homònim.

## Llibres
El llibre The Road to BRII (ISBN 4834252124) és una col·lecció de fotografies entre bastidors sobre la producció de la pel·lícula. Al Japó s'han publicat uns deu llibres relacionats amb la pel·lícula.

## Manga relacionat
Una sèrie de manga anomenada Battle Royale II: Blitz Royale està parcialment relacionada amb Battle Royale II: Requiem. L'escola de Blitz Royale és Shikanotoride Junior High School, i el "professor" treu pastilles com Riki Takeuchi. Hi ha nombroses diferències argumentals entre la pel·lícula i el manga.